# Snoldelev Sogn
Snoldelev Sogn er et sogn i Roskilde Domprovsti (Roskilde Stift).
I 1800-tallet var Tune Sogn anneks til Snoldelev Sogn. Begge sogne hørte til Tune Herred i Roskilde Amt. Snoldelev-Tune sognekommune blev ved kommunalreformen i 1970 delt: Tune blev indlemmet i Greve Kommune, og Snoldelev indgik inden reformen i Ramsø Kommune, der ved strukturreformen i 2007 indgik i Roskilde Kommune.
I Snoldelev Sogn ligger Snoldelev Kirke.
I sognet findes følgende autoriserede stednavne:
- Gadstrup (bebyggelse, ejerlav)
- Salløv (bebyggelse, ejerlav)
- Skalstrup (bebyggelse, ejerlav)
- Skelbæk (bebyggelse)
- Snoldelev (bebyggelse, ejerlav)
- Snoldelev-Hastrup (bebyggelse, ejerlav)